# Brachycephalus pitanga
Brachycephalus pitanga é uma espécie de anfíbio da família Brachycephalidae. Endêmica do Brasil, onde pode ser encontrada apenas na vizinhança da localidade-tipo no município de Ubatuba, no estado de São Paulo.
Em março de 2019, foi descoberto que a espécie, juntamente com a Brachycephalus ephippium, apresentam fluorescência, absorvendo radiação ultravioleta do tipo A, com comprimento de onda entre 365 e 390 nanômetros, e emitindo em formato de luz visível, com comprimento entre 450 e 470 nanômetros. Tal comportamento antes só era observado em mais duas espécies de anfíbio: a Boana atlantica e a B. punctata. Ao se fazer exames histológicos nas espécies, foi possível se determinar que eram os ossos os responsáveis por tal fenômeno, e pelo fato de sua pele ser fina, a luz consegue passar, possibilitando que a fluorescência seja visível. Não se sabe no quê ela seria útil na vida do anuro, porém sugere-se que ela sirva na comunicação entre indivíduos da mesma espécie ou tenha caráter aposemático, alertando possíveis predadores, como aranhas e aves, sobre sua toxicidade.